# 보루타
보루타(Voruta)는 13세기 민다우가스 왕 시대에 리투아니아 대공국과 리투아니아 왕국의 수도였는지도 모른다. 보루타는 서면 출처에 단 한 번만 간략히 언급되어 정확한 위치는 알 수 없다. 모든 불확실성에도 불구하고, 보루타의 개념은 리투아니아에서 잘 알려져 있고 인기가 있다.